# Acmonia amoena
Acmonia amoena är en insektsart som först beskrevs av Gerstaecker 1860.  Acmonia amoena ingår i släktet Acmonia och familjen lyktstritar. Inga underarter finns listade i Catalogue of Life.